# Krzywa regularna
Krzywa regularna – krzywa kawałkami gładka.

## Definicje formalne
1. Parę uporządkowaną {\displaystyle \Gamma =(\gamma ,|\Gamma |),} gdzie {\displaystyle \gamma \colon [\alpha ,\beta ]\to \mathbb {C} ,} {\displaystyle |\Gamma |=\gamma ([\alpha ,\beta ]),} nazywamy krzywą regularną, gdy {\displaystyle \gamma } jest funkcją ciągłą oraz istnieje skończony układ punktów {\displaystyle \{t_{0},t_{1},\dots ,t_{n}\}} takich, że {\displaystyle \alpha =t_{0}<t_{1}<t_{2}<\ldots <t_{n-1}<t_{n}=\beta } i {\displaystyle \gamma |_{[t_{i-1},t_{i}]}} ma w każdym punkcie przedziału {\displaystyle [t_{i-1},\ t_{i}],} {\displaystyle i\in \{1,2,\dots ,n\},} ciągłą pochodną. Punkty {\displaystyle \gamma (\alpha ),\gamma (\beta )} nazywamy odpowiednio początkiem i końcem krzywej {\displaystyle \Gamma ,} zbiór {\displaystyle |\Gamma |} jej podkładem lub nośnikiem, a funkcję {\displaystyle \gamma } parametryzacją.
2. Krzywa {\displaystyle L\subset \mathbb {R} ^{n}} jest regularna wtedy i tylko wtedy, gdy

{\displaystyle \exists (K_{1},K_{2},\dots ,K_{n})\forall i\in \{1,2,\dots ,n\}K_{i}} jest łukiem regularnym i koniec {\displaystyle K_{i}} jest identyczny z początkiem {\displaystyle K_{i+1}.{:}} Jeżeli dodatkowo koniec {\displaystyle K_{n}} równa się początkowi {\displaystyle K_{1}} to krzywą {\displaystyle L} nazywamy krzywą regularną zamkniętą.

## Równoważność krzywych regularnych
Niech {\displaystyle \Gamma ,{\tilde {\Gamma }}} będą krzywymi regularnymi o parametryzacjach odpowiednio {\displaystyle \gamma \colon [\alpha ,\beta ]\to \mathbb {C} ,} {\displaystyle {\tilde {\gamma }}\colon [{\tilde {\alpha }},{\tilde {\beta }}]\to \mathbb {C} .} Krzywe {\displaystyle \Gamma ,{\tilde {\Gamma }}} są krzywymi równoważnymi, gdy istnieje surjekcja rosnąca (i tym samym ciągła) {\displaystyle \sigma \colon [\alpha ,\beta ]\to [{\tilde {\alpha }},{\tilde {\beta }}]} oraz układ punktów {\displaystyle \alpha =t_{0}<t_{1}<t_{2}<\ldots <t_{n-1}<t_{n}=\beta ,} taki że dla każdego {\displaystyle i\in \{1,2,\dots ,n\}} funkcja {\displaystyle \sigma |_{[t_{i-1},t_{i}]}} ma dodatnią ciągłą pochodną i {\displaystyle \gamma ={\tilde {\gamma }}\circ \sigma .}

## Operacje na krzywych regularnych

### Krzywa przeciwna
Niech {\displaystyle \Gamma } będzie krzywą regularną o parametryzacji {\displaystyle \gamma \colon [\alpha ,\beta ]\to \mathbb {C} .} Krzywą o opisie parametrycznym {\displaystyle \gamma _{1}} danym wzorem {\displaystyle \gamma _{1}(t)=\gamma (-t)} dla {\displaystyle t\in [-\beta ,-\alpha ]} nazywamy krzywą przeciwną do {\displaystyle \Gamma } i oznaczamy {\displaystyle -\Gamma .}

### Suma krzywych
Niech {\displaystyle \gamma _{1}\colon [\alpha _{1},\beta _{1}]\to \mathbb {C} ,} {\displaystyle \gamma _{2}\colon [\alpha _{2},\beta _{2}]\to \mathbb {C} ,} będą odpowiednio opisami parametrycznymi krzywych {\displaystyle \Gamma _{1},} {\displaystyle \Gamma _{2}.} Jeśli {\displaystyle \gamma _{1}(\beta _{1})=\gamma _{2}(\alpha _{2}),} to krzywą o opisie parametrycznym {\displaystyle \gamma } danym wzorem
{\displaystyle \gamma (t)={\begin{cases}\gamma _{1}(t)&{\text{dla }}t\in [\alpha _{1},\beta _{1}]\\\gamma _{2}(t-\beta _{1}+\alpha _{2})&{\text{dla }}t\in [\beta _{1},\beta _{1}+\beta _{2}-\alpha _{2}]\end{cases}}}
nazywamy sumą tych krzywych i oznaczamy {\displaystyle \Gamma _{1}+\Gamma _{2}}

## Przykłady
- Niech {\displaystyle a,b\in \mathbb {C} .} Odcinkiem zorientowanym o początku w punkcie {\displaystyle a} i końcu w punkcie {\displaystyle b} nazywamy krzywą o opisie parametrycznym {\displaystyle \gamma } danym wzorem {\displaystyle \gamma (t)=a+t(b-a),} {\displaystyle t\in [0,1].}
- Dodatnio zorientowanym okręgiem o środku w punkcie {\displaystyle a\in \mathbb {C} } i promieniu {\displaystyle r>0} nazywamy krzywą o opisie parametrycznym {\displaystyle \gamma } danym wzorem {\displaystyle \gamma (t)=a+r\exp(it),} {\displaystyle t\in [0,2\pi ].}
- Niech dany będzie skończony ciąg punktów {\displaystyle z_{1},\dots ,z_{n}\in \mathbb {C} .} Łamaną zorientowaną o początku w punkcie {\displaystyle z_{1}} i końcu w punkcie {\displaystyle z_{n}} nazywamy krzywą {\displaystyle I_{1}+\ldots +I_{n-1},} gdzie {\displaystyle I_{k}} jest odcinkiem zorientowanym o początku w {\displaystyle z_{k}} i końcu w {\displaystyle z_{k+1}.}